# Тофет
Тофет (ивр. תופת tōpheth‎; греч. Ταφεθ; лат. Topheth) — место на юге Иерусалима, в долине (овраге) сынов Еннома, в Новом Завете: Геенна. Известно из Библии как место, где впавшие в идолопоклонство жители могли приносить в жертву детей, сжигая их на огне у идолов Молоха и Ваала (2Пар. 33:6; 4Цар. 23:10; Иер. 7:31-32, 19:6-14).
В иудейской и христианской теологии Тофет, наряду с Гееной, стал поэтическим символом ада.
Историческая достоверность этого культа считается спорной, хотя свидетельства о нём встречаются как в юридических и исторических, так и в пророческих главах Библии. В юридических и исторических контекстах (Лев. 18:21; 20:2-5; Втор. 18:10; ср. II Ц. 16:3; 17:17; 21:6; 23:10) говорится о проведении детей через огонь, что может быть истолковано как обряд инициации детей, а не их жертвоприношение. В противоположность этому пророки говорят о сожжении или принесении детей в жертву языческим богам. Юридические формулировки требуют точности, в то время как пророки могут позволить себе риторическую красочность, поэтому именно первая группа свидетельств должна быть логически ближе к исторической истине.

## Тофет в Библии
Согласно библейскому тексту, жертвоприношения совершались жителями Иерусалима в правление царя Манассии (698—642 до н. э.), его сына Амона и царя Иосии (639—609 до н. э.), при котором были прекращены. Иосия, среди других действий своей религиозной реформы, осквернил эту долину и в особенности Тофет, чтобы впредь отпавшие от монотеистического иудаизма жители Иудейского царства не совершали языческие религиозные обряды (4Цар. 23:10).
В части библейских текстов (2Пар. 28:3; 2Пар. 33:6;) долинa сынов Еннома и Тофет описывается как место, где «проводили сыновей своих чрез огонь», что может быть истолковано как обряд инициации детей, а не их жертвоприношение. Возможно также, что обряд проведения детей через огонь у евреев мог быть не результатом влияния финикийской религии, а пережитком древней стадии культа Яхве. В раввинистической литературе проведение детей через огонь приравнивается к передаче их в руки языческих жрецов.
Позже долина Еннома стала мусорной свалкой, где сжигались городские отбросы Иерусалима. Огонь, который горел в овраге, поддерживали добавлением серы. Сюда же сбрасывались трупы животных и тела казнённых преступников, которых считали недостойными погребения в склепе. Лишение погребения само по себе рассматривалось как наказание. Тела казнённых при этом либо сгорали в огне, либо, если падали в стороне от него, разлагались, пока трупные черви не оставляли лишь кости.
Тофет фигурирует в мрачных пророчествах Иеремии («город сей сделаю подобным Тофету. И домы Иерусалима и домы царей Иудейских будут, как место Тофет, нечистыми»).
В иудейской традиции Тофет, наряду с Геенной, стал символом ада. По мнению некоторых раввинов, врата ада расположены в этом месте.
Происходящее в Геенне и коннотации посмертного наказания легли в основу евангельской «геенны огненной», как символа вечных мучений грешников после смерти (Мф. 5:22), и образа «озеро, горящее огнём и серой» (Отк. 19:20; 20:10, 14, 15; 21:8).
Христиане, принадлежащие к  (Православной церкви, Католики и Древние Восточные Церкви (монофизиты), а также некоторые другие  согласно цитате из Библии «И пойдут сии в муку вечную, а праведники в жизнь вечную» (Мф. 25:46) трактуют геенну огненную как место вечных мучений душ, которые, отказавшись в этой жизни от Бога и спасения, тем самым отказались от возможности избежать мучений в будущей загробной жизни.

### Церемония жертвоприношения в Тофете
Жертвоприношения в Тофет долины Еннома происходили на «высоте», сооружённой специально для этой цели, более точных достоверных сведений об устройстве Тофета нет.
Тем не менее существует несколько описаний устройства таких жертвоприношений.
Рассказывается (например, у средневекового еврейского комментатора Библии / Танаха Радака), что внутри громадного идола Молоха горела печь, а живых детей бросали в распростёртые руки этого идола.
Другой вариант описания, привлекая возможную этимологию слова «тофет», как происходящего от ивр. תוף‎ («тоф», барабан), предполагает, что местом сожжения детей был железный барабан. Альтернативное описание, опираясь на эту же этимологию, предполагает, что церемония проводилась под бой барабанов и что барабаны использовались специально, чтобы заглушить крики детей. Это представление восходит к средневековым еврейским комментаторам Библии, таким как Раши и Абрабанель.

## Тофет в финикийской религии
Согласно Библии, а также греческим и римским источникам, принесение детей в жертву практиковалось на Ближнем Востоке (например, 4Цар. 3:27) и в Карфагене. Однако, судя по всему, человеческие жертвоприношения происходили лишь в экстраординарных случаях, обычно после военного разгрома или тяжелого бедствия, но никогда не были неотъемлемой и постоянной частью культа. Обычно в жертву богам приносили животных и пищу.
Обычай принесения детей в жертву в финикийских обществах и в Карфагене сохранялся, по-видимому, до конца I-го тыс. до н. э.
Современными археологами тофет рассматривается как место осуществления жертвоприношений в святилищах, расположенных под открытым небом. Здесь же захоранивались урны, содержащие прах детей, а в более поздние времена — животных, принесенных в жертву богам, устанавливались стелы в честь богов (вотивные стелы) и устраивались часовни. Первое такое место, датируемое IX—VII веками до н. э., было раскопано на острове Мотия в 1919 году и получило название по библейскому Тофету.
Тофет был характерен для финикийской религии, а также для наследовавшей ей пунической. Тофет являлся одним из самых характерных пунических сооружений, на настоящее время все образцы этого типа сооружений были найдены в Центральном Средиземноморье (Тунис, на востоке Алжира, на Сицилии и Сардинии), но ни одного образца тофета в Восточном Средиземноморье (в том числе на территории собственно Финикии) ещё не найдено. Одним из возможных объяснений является устройство тофетов в этом регионе в оврагах у стен города, как это описано для иерусалимского тофета. Такие овраги со временем заполнялись особо глубоким слоем наносов и мусора, делая находки труднодостижимыми.
Тофет не обязательно связывался с поклонением Молоху. Так, в более поздние времена традиционным посвящением тофета было «Госпоже Тиннит, Лику Баала, Господу Баал Хаммону». На стелах одного раскопанного тофета были найдены посвящения не имеющей отношения к пуническому пантеону Изиде; тофет мог представлять собой и место осуществления домашних культов.